# 友永丈市
友永 丈市（ともなが じょういち、1911年（明治44年）1月9日 - 1942年（昭和17年）6月5日）は、日本の海軍軍人。海兵59期。ミッドウェー海戦に空母「飛龍」飛行隊長（艦上攻撃機操縦員）として参加し、ミッドウェー島空襲の総指揮官を務め、その後に米機動部隊への雷撃隊を指揮して戦死。最終階級は海軍中佐。

## 経歴
1911年（明治44年）1月9日、大分県別府市に生まれる。大分中学校を経て、1928年（昭和3年）4月、海軍兵学校に59期生として入校。1931年（昭和6年）11月 海軍兵学校59期を卒業。1933年（昭和8年）4月重巡洋艦「愛宕」乗組。11月、第25期飛行学生を拝命。1934年（昭和9年）7月 飛行学生を卒業。艦上攻撃機操縦員となる。大村航空隊付。1934年（昭和8年）11月 空母「赤城」乗組。1935年（昭和10年）10月霞ヶ浦航空隊付。
1937年（昭和12年）12月 空母「加賀」乗組。日中戦争に参加した。1938年（昭和13年）6月館山航空隊分隊長に着任。1939年（昭和14年）10月宇佐航空隊分隊長に着任。
1941年（昭和16年）9月 霞ヶ浦航空隊分隊長に着任。12月太平洋戦争勃発。
1942年（昭和17年）4月 空母「飛龍」飛行隊長に着任。
5月27日、ミッドウェー作戦のため、「飛龍」の所属する第一航空艦隊の一員として広島湾柱島泊地から出撃した。

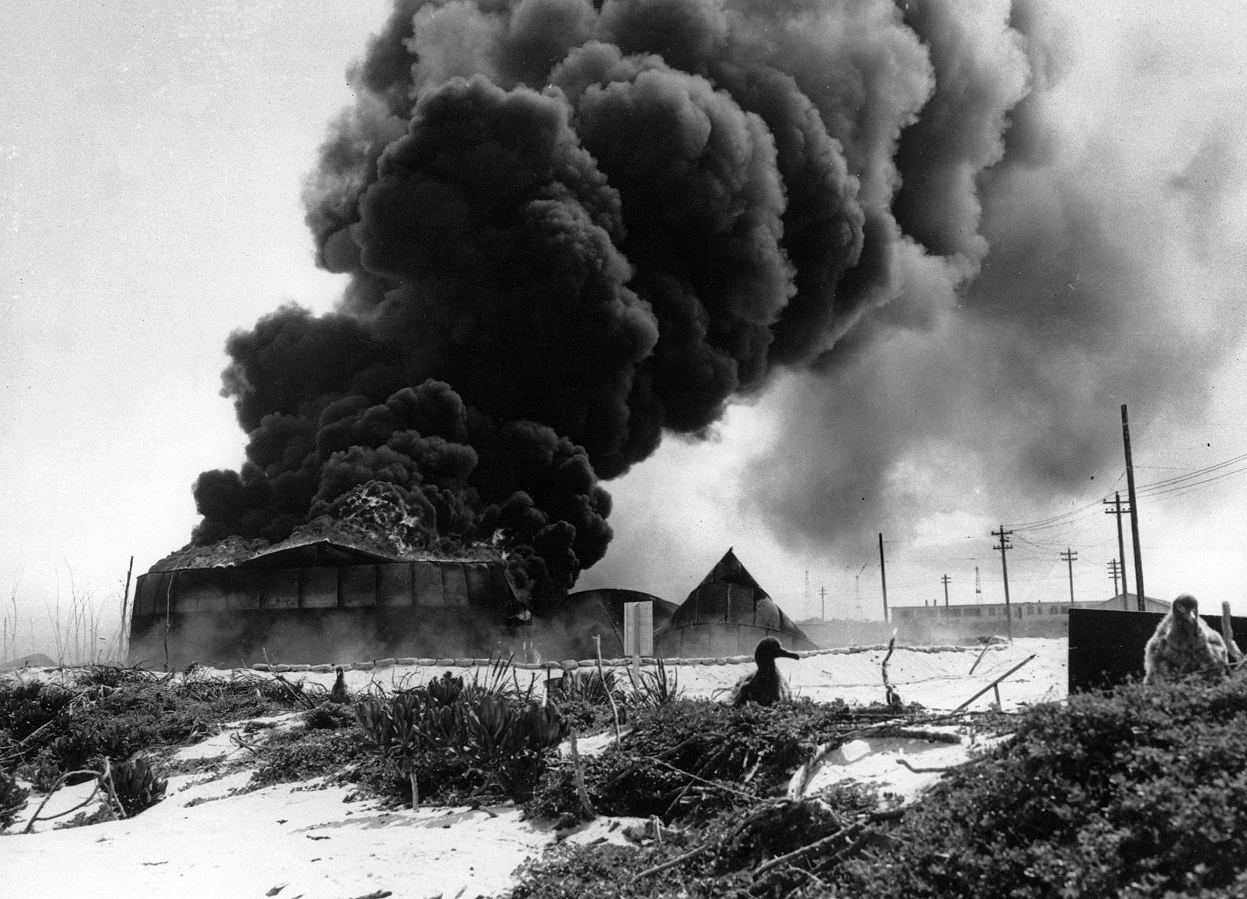
友永隊の攻撃により炎上するミッドウェー基地の石油タンク

6月5日未明、友永はミッドウェー空襲の総指揮官として、九七式艦上攻撃機（九七艦攻）36機・九九式艦上爆撃機（九九艦爆）36機・零式艦上戦闘機（零戦）36機の合計108機を率いて発進した。本来は淵田美津雄中佐が総指揮官となるはずだったが、淵田は虫垂炎の手術を行ったばかりで出撃できなかった。
しかし、事前にミッドウェー作戦の情報を得ていた米軍は、レーダーにより友永隊の接近を察知して、全ての飛行機を離陸させており、飛行場に破壊すべき飛行機はなかった。友永機は被弾して無線機が使用不能となり、小型黒板を通じて二番機に中継代行をさせた。爆撃効果が薄いと判断した友永は、機動部隊に対し「カワ・カワ・カワ（第二次攻撃の要あり）」と打電した。一航艦はこの報告を受けて第二次攻撃隊の武装を、対艦用から対地用に転換する命令を発したが、これが敗因の一つになった。友永らの攻撃隊が帰艦後、一航艦の空母4隻のうち「赤城」・「加賀」・「蒼龍」の3隻が米空母艦載機の急降下爆撃により大破炎上し、「飛龍」だけが残った。

### 「友永雷撃隊」を指揮、戦死

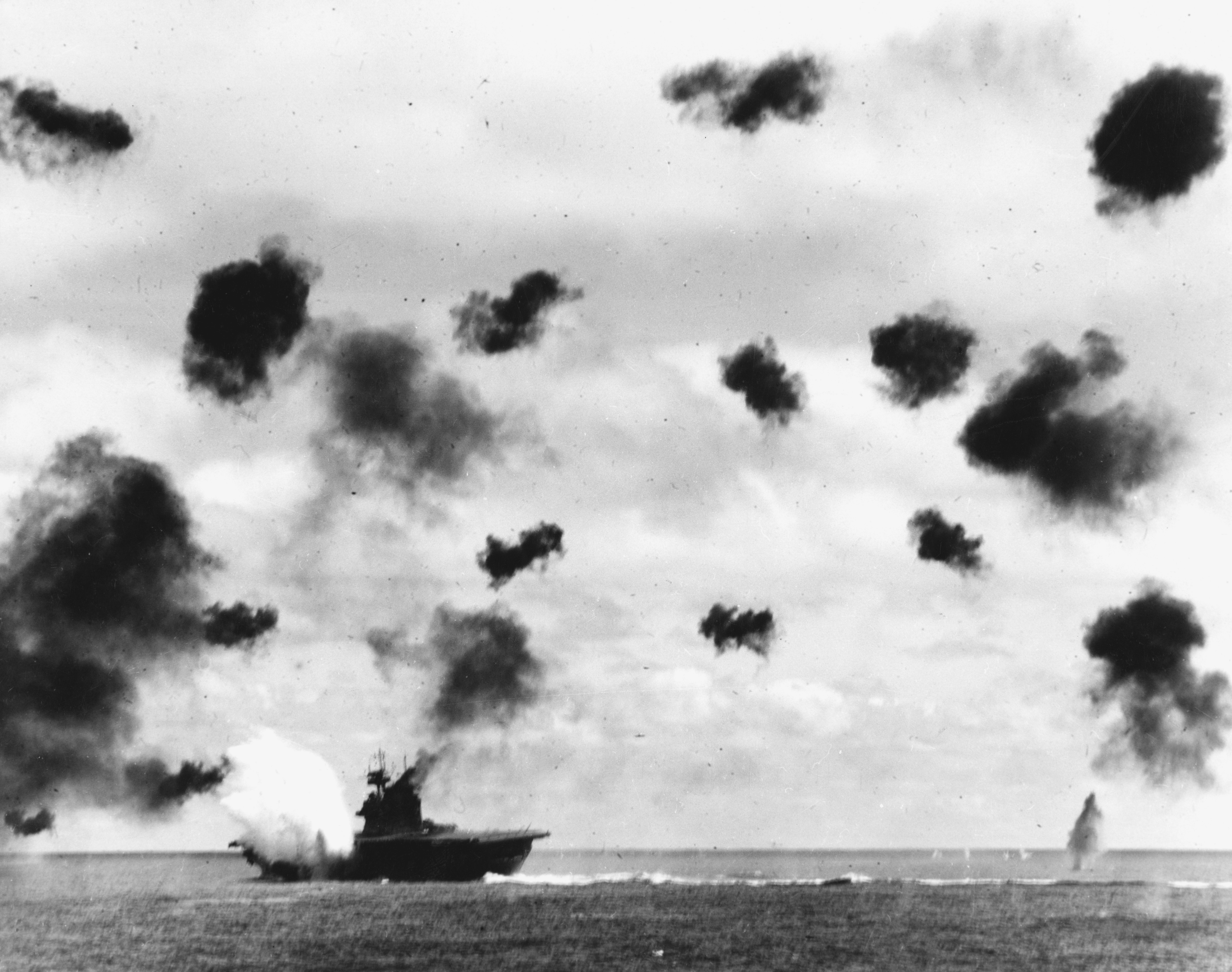
友永雷撃隊の攻撃により、空母ヨークタウンの左舷に2本目の魚雷が命中した瞬間。

友永は、「飛龍」第二波攻撃隊（九七艦攻10機、零戦6機。後世「友永雷撃隊」と呼ばれる）を指揮して、米機動部隊攻撃のため再度出撃し、戦死した。友永の戦死の瞬間は、友永機と思われる隊長標識を付した艦攻を撃墜したジョン・サッチ少佐、友永の部下の一人の2名に目撃された。
サッチのグラマンF4Fから機銃弾を浴び、両翼が炎に包まれても、友永機は米空母「ヨークタウン」に向け魚雷を投下するまで飛び続けた。サッチは次のように述べている。
友永は戦死したが、友永雷撃隊は「ヨークタウン」の左舷に2本の魚雷を命中させ、機関部を破壊されて航行不能となった「ヨークタウン」は26度傾斜して転覆に瀕し、「ヨークタウン」艦長は総員退去を命じた。
なお、日本側の戦闘詳報には、友永機について下記のように記されている。
友永は戦死後、海軍中佐に2階級特進した。大分県別府市野口中町の生家跡地には、友永の誕生の地であることを記す顕彰碑がある。墓所は別府市営野口原墓地にある。